# Rodezja na Letnich Igrzyskach Olimpijskich 1960
Reprezentacja Federacji Rodezji i Niasy na Letnich Igrzyskach Olimpijskich 1960 występowała jako Rodezja. W skład federacji wchodziły: Rodezja Południowa (obecnie Zimbabwe), Rodezja Północna (obecnie Zambia) oraz Niasa (obecnie Malawi). Występ ten był drugim w historii startem reprezentacji Rodezji Południowej  w letnich igrzyskach olimpijskich oraz pierwszym w historii Rodezji Północnej i Niasy.

## Skład kadry

### Boks
Mężczyźni
- James Badrian - waga musza - 17. miejsce
- Abe Bekker - waga piórkowa - 5. miejsce
- Jaggie van Staden - waga lekkopółśrednia - 9. miejsce
- Brian van Niekerk - waga lekkośrednia - 17. miejsce

### Lekkoatletyka
Mężczyźni
- Terry Sullivan

800 metrów - odpadł w ćwierćfinałach
1500 metrów - odpadł w eliminacjach
- Cyprian Tseriwa

5000 metrów - odpadł w eliminacjach
10 000 metrów - 28. miejsce

### Pływanie
Kobiety
- Dottie Sutcliffe

100 metrów st. dowolnym - odpadła w eliminacjach
100 metrów st. grzbietowym - odpadła w eliminacjach
- Hillary Wilson

400 metrów st. dowolnym - odpadła w eliminacjach
100 metrów st. motylkowym - odpadła w eliminacjach
- Dottie Sutcliffe - 100 metrów st. grzbietowym - odpadła w eliminacjach
- Lynette Cooper - 100 metrów st. grzbietowym - odpadła w eliminacjach
- Meg Miners - 200 metrów st. klasycznym - odpadła w eliminacjach
- Lynette Cooper, Meg Miners, Hillary Wilson, Dottie Sutcliffe - 4 × 100 metrów st. zmiennym - odpadli w eliminacjach

### Skoki do wody
Kobiety
- Alexandra Morgenrood - platforma - 13. miejsce

### Strzelectwo
Mężczyźni
- Bill Gulliver - trap - niesklasyfikowany

### Żeglarstwo
Mężczyźni
- David Butler, Christopher Bevan - klasa Latający Holender - 4. miejsce